# 妙観講
妙観講（みょうかんこう）は、日蓮正宗総本山大石寺境内の塔中にある理境坊所属の法華講（信徒組織）。理境坊住職を指導教師とし、東京都杉並区に本部を置いている。
理境坊には理境坊法華講と妙観講の二つの講中が存在しているが、日蓮正宗の規定により基本的には居住地域ではなく折伏系統（入信に際しての紹介者との縁）によって所属寺院・坊が定められる。
ちなみに塔中とは、大石寺住職であり日蓮正宗管長でもある法主を補佐する僧侶の持仏堂の立ち並ぶ参道のことを言うが、理境坊が位置するのは三門より御影堂（みえいどう）までを貫く大石寺の中央参道であり、別称として表塔中（おもてたっちゅう）とも呼ばれ、大石寺住職（法主）の住坊は大坊と呼ぶ。
妙観講は1980年（昭和55年）8月に、講員数500名で結成され、以後は、折伏弘教によって年々拡大を続けてきた。日蓮正宗から異流義として破門された創価学会・冨士大石寺顕正会（顕正会）・正信会を辞めて入講した講員も多く、各地の理境坊出張所（松戸・佐久・名古屋・京都・富士宮）及び拠点（伊勢・大阪・新潟・志木・越谷・和歌山・九州）を中心に活動している。
近年ではネパール・インド方面への弘教が進み、当該地に10ヶ所の理境坊事務所を開設し、日本人幹部も駐留して、活動を展開している。
2017年（平成29年）5月には、大石寺客殿前広場において、日蓮正宗第68世日如法主のもと多数の来賓僧侶の臨席を得て、講員総数10万名を達成した記念総会を開催した。

## 所属寺院
- 日蓮正宗総本山大石寺塔中理境坊

## 指導教師
- 理境坊住職・山﨑慈昭（大石寺執事・理事）

## 妙観講本部
- 東京都杉並区西荻北5-4-3

## 講頭
- 大草一男

## 講員数
- 公称15万人

## 備考
- 妙観講の2022年（令和4年）現在の公称の信者数は約15万人で、日蓮正宗（宗門）の中で最大規模の法華講（信徒組織）となっている。
- 理境坊に所属する前は、法道院に所属していた。
- 妙観講は、『慧妙』令和５年12月1日号で、創価学会が池田大作名誉会長の死相を公開しなかったのは、地獄の相だったからだと主張している。

## 妙観講（公式サイト）
妙観講（公式サイト） - 日蓮正宗 理境坊所属